# Marco Antonio Pellegrini
Marco Antonio Pellegrini, nei testi in latino Marcus Antonius Peregrinus (Camisano Vicentino, 1º agosto 1530 – Padova, 5 dicembre 1616), è stato un avvocato fiscale e giureconsulto della Repubblica di Venezia.

## Biografia
Nacque a Camisano Vicentino, all'epoca vicariato urbano di Vicenza, il primo agosto 1530. Un decennio dopo il padre, Melchiore, lo affidò al fratello Giampietro e al nipote Ventura, affinché potesse studiare a Padova e diventare avvocato e giureconsulto. Marc'Antonio si laureò, infatti, in diritto canonico e diritto civile nel 1558 presso l'Università patavina. Nel 1576 venne nominato avvocato fiscale dalla Serenissima Repubblica di Venezia, carica che ricoprì per 56 anni.
Tra il 1596 e il 1597 sostenne con successo alcune cause importanti per la Serenissima, prima con il papa Clemente VIII, il quale ne richiese invano i servigi a Roma come Auditore di Rota, poi con il duca Alfonso II d'Este per motivi di confini terrestri e marittimi. Alla fine del XVI secolo si iscrisse al collegio dei giureconsulti di Padova, dove nel 1603 ebbe la cattedra di diritto canonico nel relativo ateneo, e ottenne la cittadinanza padovana. In seguito la Repubblica di Venezia decise di nominarlo consultore di Stato, come ricordato tra gli altri da Paolo Sarpi, suo amico, per cui si trasferì nella città lagunare.
Pellegrini è stato anche socio dell'Accademia dei Ricovrati, sorta nel 1599 a Padova. Ha scritto diversi trattati di diritto, interessandosi però anche di altre materie, dalla filosofia alla storia, e allestendo persino un museo di medaglie, statue, marmi greci e bronzi nell'atrio della sua biblioteca. Morì a Padova il 5 dicembre 1616: le esequie furono celebrate solennemente nel Duomo di Padova alla presenza del podestà della città, Gioan Dandolo, e di autorità, professori e allievi dell'ateneo.